# Championnat d'Irlande du Nord féminin de football 2019
Navigation
Édition précédente Édition suivante
La saison 2019 du Championnat d'Irlande du Nord féminin de football Women's Premier League est la seizième saison du championnat. Linfield Ladies vainqueur des trois éditions précédentes remet son titre en jeu. Comber Recreation FC est promu dans l'élite qui passe de sept à huit clubs.
Linfield Ladies Football Club remporte le championnat pour la quatrième fois consécutivement. Mais la victoire aura été longue à se dessiner puisque Linfield ne devance son dauphin les Sion Swifts Ladies qu'à la différence de but à la suite d'une victoire lors de la toute dernière journée du championnat.

## Les clubs participants
Le championnat accueille une huitième équipe pour la saison 2019. Le Comber Recreation Ladies Football Club vainqueur du Championship 2018, la deuxième division nord-irlandaise, accède pour la toute première fois de son histoire à l'élite du championnat féminin.
Alors que Portadown avait gagné son maintien en première division en battant East Belfast Ladies lors des barrages de la saison 2018, le club décide d'abandonner le championnat lors de l'intersaison. La compétition ne regroupe donc que sept équipes.
| \| Belfast: · Glentoran · Crusaders · Linfield · Cliftonville Belfast Sion Swifts Ladies Derry City Ladies Comber Rec. \| Localisation des clubs engagés dans le championnat. |
| Belfast: · Glentoran · Crusaders · Linfield · Cliftonville Belfast Sion Swifts Ladies Derry City Ladies Comber Rec.                                                           |

Ce tableau présente les huit équipes qualifiées pour disputer le championnat. 
| Club                                                  | Stade                                 | Capacité | Ville       |
| ----------------------------------------------------- | ------------------------------------- | -------- | ----------- |
| Cliftonville Ladies Football Club                     | -                                     | -        | Belfast     |
| Comber Recreation Ladies Football Club                | Park Way                              | -        | Comber      |
| Crusaders Newtownabbey Strikers Women’s Football Club | Seaview                               | 3 383    | Belfast     |
| Derry City Ladies Football Club                       | Prehen Playing Fields                 | -        | Londonderry |
| Glentoran Women's Football Club                       | Billy Neill Playing Field (Terrain 2) | -        | Belfast     |
| Linfield Ladies Football Club                         | Billy Neill Playing Field (Terrain 1) | -        | Belfast     |
| Sion Swifts Ladies And Girls Football Club            | -                                     | -        | Strabane    |

## Compétition
Le championnat commence le 17 avril 2019 avec sept équipes. Une équipe est donc exempte lors de chaque journée. Les Linfield Ladies sont données favorites à leur propre succession pour le titre de championnes d'Irlande du Nord. Le Comber Recreation Ladies Football Club intègre pour la toute première fois la première division nationale. Le club a été créé en 2012 en football et a connu trois montées successives en sept ans.
Les Linfield Ladies s'emparent de la première place du classement lors de la quatrième journée grâce à une victoire 3-0 sur Glentoran.
Lors de la cinquième journée, Sion Swifts écrase Comber sur le score de 10 buts à 0. A cette occasion l'internationale nord-irlandaise Lauren Brennan marque cinq buts.
Une seule joueuse du championnat dispute la coupe du monde féminine disputée en France. Il s'agit de la gardienne Nicola McClure, gardienne de but de la sélection jamaïcaine. Elle est remplaçante lors des deux premiers matchs contre le Brésil puis l'Italie, mais est titularisée pour le dernière rencontre contre l'Australie. Elle encaisse un quadruplé de la part de Sam Kerr. McClure est la toute première joueuse du championnat à disputer une phase finale de coupe du monde.
le 3 juillet, lors de la neuvième journée, Linfield enregistre sa toute première défaite de la saison en s'inclinant sur son propre terrain 0-1 contre Glentoran. Dans le même temps et à l'opposé du classement, Comber marque son premier but de la saison. Ce but ne l'empêche pas de s'incliner contre Derry. Il faut attendre la quinzième journée, soit le 4 septembre, pour assister à la première victoire de Comber en championnat d'Irlande du Nord, un succès 1-0 contre Derry City. 
Avant le dernière journée du championnat Sion Swifts se positionne à la première place après une dernière victoire écrasante 13 buts à 0 sur le terrain de Derry. Sion étant exempte de la dernière journée, Linfield a encore la possibilité de remporter le championnat en remportant son dernier match avec plus de 6 buts d'écart.
Le 25 septembre 2019 les Linfield Ladies l'emportent à Derry sur le score de 10 buts à 0. Devançant Sion Swifts de 4 buts, elles conservent ainsi leur titre pour la troisième fois consécutivement.

### Classement
| Rang | Équipe              | Pts | J  | G  | N | P  | Bp | Bc  | Diff |
| ---- | ------------------- | --- | -- | -- | - | -- | -- | --- | ---- |
| 1    | Linfield Ladies T   | 45  | 18 | 14 | 3 | 1  | 93 | 8   | +85  |
| 2    | Sion Swifts Ladies  | 45  | 18 | 14 | 3 | 1  | 92 | 11  | +81  |
| 3    | Glentoran Women's C | 36  | 18 | 11 | 2 | 5  | 67 | 18  | +49  |
| 4    | Cliftonville Ladies | 25  | 18 | 8  | 1 | 9  | 39 | 53  | -14  |
| 5    | Crusaders Strikers  | 24  | 18 | 8  | 0 | 10 | 33 | 35  | -2   |
| 6    | Derry City Ladies   | 4   | 18 | 1  | 1 | 16 | 4  | 77  | -73  |
| 7    | Comber Rec. P       | 4   | 18 | 1  | 1 | 16 | 3  | 128 | -125 |

| Légende : Qualifications et relégations | Légende : Qualifications et relégations                                                                                    |
| --------------------------------------- | --- |
|                                         | Ligue des champions féminine de l'UEFA 2020-2021                                                                           |
|                                         | Barrage de relégation |
|                                         | Relégation |
|                                         | T : Tenant du titre P : Promu C : Vainqueur de la Coupe d'Irlande du Nord 2019 CL : Vainqueur de la Coupe de la Ligue 2019 |

| Résultats (▼dom., ►ext.)                                   | COM  | CFT | CRU | DER | GBU | LIN  | SIS  |
| Comber Rec.                                                |      | 0-4 | 0-5 | 0-0 | 0-4 | 1-13 | 0-10 |
| Cliftonville Ladies                                        | 7-0  |     | 5-1 | 3-0 | 1-4 | 0-8  | 2-5  |
| Crusaders Strikers                                         | 11-0 | 0-4 |     | 2-0 | 0-2 | 0-2  | 0-4  |
| Derry City Ladies                                          | 2-1  | 0-2 | 1-3 |     | 0-7 | 0-3  | 0-1  |
| Glentoran Belfast United                                   | 6-0  | 1-1 | 5-0 | 7-0 |     | 0-3  | 2-3  |
| Linfield Ladies                                            | 6-0  | 5-0 | 3-2 | 3-0 | 0-1 |      | 1-0  |
| Sion Swifts                                                | 10-0 | 2-0 | 1-0 | 7-0 | 2-2 | 1-1  |      |
| - Victoire à domicile - Match nul - Victoire à l'extérieur |      |     |     |     |     |      |      |

| Résultats (▼dom., ►ext.)                                   | COM  | CFT  | CRU | DER | GBU | LIN  | SIS  |
| Comber Rec.                                                |      |      | 0-3 | 1-0 |     |      | 0-12 |
| Cliftonville Ladies                                        | 5-0  |      |     | 3-1 | 1-7 |      |      |
| Crusaders Strikers                                         |      | 2-1  |     | 1-0 |     | 0-3  |      |
| Derry City Ladies                                          |      |      |     |     | 0-4 | 0-10 | 0-13 |
| Glentoran Belfast United                                   | 12-0 |      | 1-2 |     |     | 1-1  |      |
| Linfield Ladies                                            | 18-0 | 5-0  |     | 9-0 |     |      | 2-2  |
| Sion Swifts                                                |      | 12-0 | 3-1 |     | 4-0 |      |      |
| - Victoire à domicile - Match nul - Victoire à l'extérieur |      |      |     |     |     |      |      |

## Bilan de la saison
| Championnat d'Irlande du Nord féminin de football 2019        |                                          |
| Champion                                                      | Linfield Ladies Football Club (4e titre) |
| Coupes et trophées                                            |                                          |
| Vainqueur de la Coupe d'Irlande du Nord 2019                  | Glentoran Women's Football Club          |
| Qualifications continentales                                  |                                          |
| Ligue des champions féminine de l'UEFA 2020-2021              | Linfield Ladies Football Club            |
| Promotions et relégations                                     |                                          |
| Promus en Championnat d'Irlande du Nord féminin de football   | Lurgan Town Ladies Football Club         |
| Relégués en Championnat d'Irlande du Nord féminin de football | Comber Recreation Ladies Football Club   |